# Mein Freund, das Ekel (Fernsehserie)

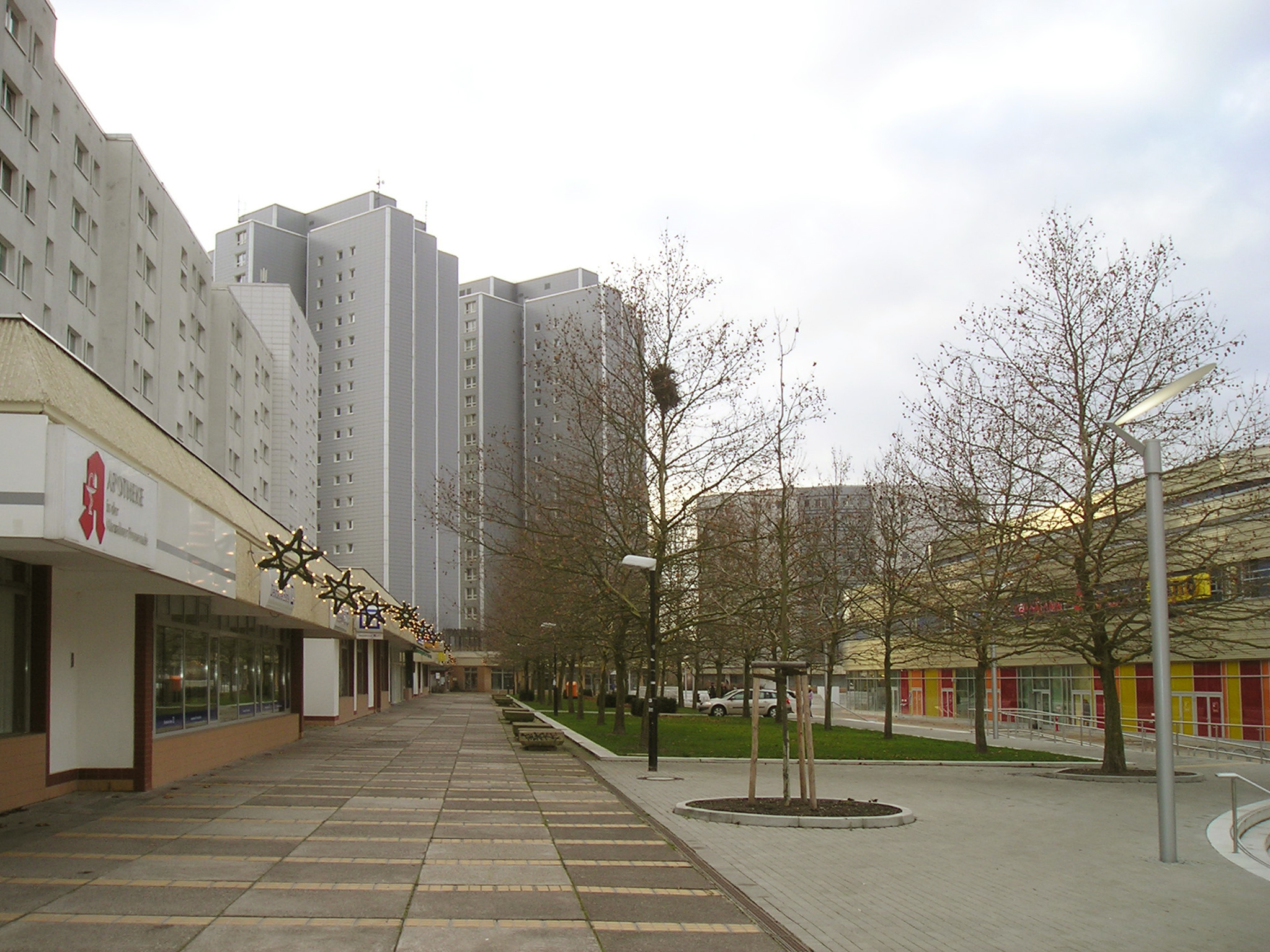
Trixie Kuntze und Olaf Hintz verschlägt es unfreiwillig in eine Plattenbausiedlung (Drehort: Marzahner Promenade)

Mein Freund, das Ekel ist eine deutsche Miniserie des ZDF mit Dieter Hallervorden und Alwara Höfels in den Hauptrollen. Die Serie knüpft an die Komödie Mein Freund, das Ekel an und erzählt in sechs Folgen die Geschichte um das „seltsame Paar“ Olaf Hintz und Trixie Kuntze weiter.

## Inhalt
Der Pensionär und Griesgram Olaf Hintz verursacht bei einer, wie er glaubt, kontrollierten Verbrennung ein Feuer in seiner großzügig geschnittenen Altbauwohnung in Berlin-Charlottenburg, wodurch diese erst einmal unbewohnbar ist. Ausgerechnet bei Trixie Kuntze sucht er Unterschlupf. Trixie musste die Altbauwohnung nach der Rückkehr von Elfie, Hintz’ Schwester, überraschend räumen. Zuflucht fand sie gemeinsam mit ihren drei Kindern in einer Zwei-Zimmer-Plattenbauwohnung einer Freundin. Sie trägt Hintz immer noch nach, dass er seine E-Mails nicht gelesen hat, wodurch sie sozusagen über Nacht mit ihren Kindern auf der Straße stand. Auch in der neuen Umgebung schafft es Hintz wiederum, sich Feinde zu machen.

## Entstehung & Veröffentlichung
Die Serie basiert auf der gleichnamigen Erfolgskomödie Mein Freund, das Ekel, die ihre Erstausstrahlung 2019 im ZDF feierte. Der Film erreichte 7,86 Millionen Zuschauer und einen Marktanteil von 25,5 % und war damit der erfolgreichste Film auf diesem Sendeplatz in mehr als einem Jahrzehnt. Darüber hinaus gewann der Film zahlreiche Filmpreise und erhielt Nominierungen im In- und Ausland.
Die sechsteilige Primetime-Komödie ist eine ZDF-Auftragsproduktion der Rat Pack Filmproduktion GmbH in Zusammenarbeit mit der Produktionsfirma An der Gassen Film. Die Produzenten sind Franziska An der Gassen und Christian Becker. Im ZDF liegt die Redaktion bei Thorsten Ritsch und Corinna Marx. Die Dreharbeiten fanden vom 13. November 2020 bis zum 1. März 2021 in Berlin statt. So wurde unter anderem an der Marzahner Promenade und in der Giesebrechtstraße gedreht.
Die Erstausstrahlung im ZDF erfolgte an drei aufeinanderfolgenden Donnerstagen (30. September 2021, 7. Oktober 2021, 14. Oktober 2021) mit jeweils einer Doppelfolge. In der ZDFmediathek sind die Episoden seit dem 16. September 2021 verfügbar.
| # | Titel                    | Premiere      | Einschaltquote | Marktanteil |
| - | ------------------------ | ------------- | -------------- | ----------- |
| 1 | Voll Verhintzt           | 30. Sep. 2021 | 4,09 Mio.      | 15,2 %      |
| 2 | Bei Kuntzes auf dem Sofa | 30. Sep. 2021 | 4,17 Mio.      | 15,7 %      |
| 3 | Latein a. D.             | 7. Okt. 2021  | 3,41 Mio.      | 12,4 %      |
| 4 | Ausgetrixt               | 7. Okt. 2021  | 3,82 Mio.      | 13,8 %      |
| 5 | Familienbande            | 14. Okt. 2021 | 3,49 Mio.      | 12,3 %      |
| 6 | Kuchen gut, alles gut    | 14. Okt. 2021 | 3,78 Mio.      | 13,4 %      |

## Nebendarsteller
| Darsteller            | Figur                         |
| --------------------- | ----------------------------- |
| Ursela Monn           | Elfie                         |
| Horst Günther Marx    | Waldemar                      |
| Fritz Röhl            | Dustin                        |
| Franziska Troegner    | Hildegard Kuntze              |
| Carmen-Maja Antoni    | Imbiss-Inge                   |
| Christian Schneeweiß  | Ede                           |
| Johannes Hallervorden | Maik                          |
| Theresa Henning       | Jaqueline Mangels             |
| Christian Ahlers      | Konditormeister Kippling      |
| Friederike Sipp       | Frau Knappik                  |
| Dagmar Biener         | Seniorin                      |
| Andreja Schneider     | Frau Rybitschka               |
| Daniel Krauss         | Versicherungsvertreter        |
| Rüdiger Rudolph       | Direktor                      |
| Krista Birkner        | Dr. Altmann                   |
| Christiane Zander     | Gegengutachterin Feuerschaden |
| Uke Bosse             | Pfleger Julius                |
| Kerstin Reimann       | Frau Färber                   |
| Lilly Joan Gutzeit    | Krankenschwester              |
| Andreas Berg          | Vermieter Leerstand           |
| Eva-Lotta Trojandt    | Lara                          |
| Michael Sosna         | Tourist Rikscha 1             |
| Maxi Geithner         | Cafébesitzerin                |
| Bernhard Geffke       | Küchenchef Seniorenresidenz   |
| Marc Barthel          | Hipster                       |
| Charlotte Krause      | Junge Influencerin            |
| Anna Böttcher         | Lisa Pelem                    |
| India Antony          | Inderin                       |
| Georg Tryphon         | Hintz 2.0                     |
| Gerdy Zint            | Verkäufer Lastenfahrrad       |
| Harald Effenberg      | Tourist Rikscha 2             |
| David Ali Hamade      | Vermieter Ladenlokal          |
| Albrecht Felsmann     | Gamer                         |